# Robson Bambu
Robson Alves de Barros (ur. 12 listopada 1997 w São Vicente) – brazylijski piłkarz występujący na pozycji obrońcy we francuskim klubie OGC Nice. Wychowanek Santosu, w trakcie swojej kariery grał także w Athletico Paranaense. Młodzieżowy reprezentant Brazylii.